# Mirosław Leligdowicz
Mirosław Józef Leligdowicz h. Dęboróg (ur. 9 maja 1917 w Kołomyji, zm. 12 października 1959 w Rzymie) – oficer Polskich Sił Zbrojnych.

## Życiorys
Syn Romana i Józefy. W 1939 wywieziony wraz z bratem do łagru NKWD. Po zwolnieniu dotarł do Tockoje, dyslokacji formowanej armii polskiej na Wschodzie i został wpisany na ewidencję w ośrodku Tockoje do 3 Dywizji Strzelców Karpackich (nr ewid. 1917/10). Przeszedł cały szlak bojowy "Karpatczyków” – od Qastiny do Monte Cassino.
Po rozformowaniu 2 Korpusu pozostał w Rzymie i założył rodzinę. Zmarł w wyniku powikłań gruźliczych nabytych na zesłaniu na Syberii. Został pochowany na Cmentarzu Campo Verano w Rzymie.
Pochodził z wielodzietnej rodziny ziemiańskiej. Jego brat Włodzimierz również z łagru sowieckiego trafił do armii Andersa i służył w 7 Pułku Ułanów Lubelskich.

## Odznaczenia[4]
- Krzyż Srebrny Orderu Virtuti Militari nr 10903
- Brązowy Krzyż Zasługi z Mieczami
- Gwiazda za Wojnę 1939–1945
- Gwiazda Italii
- Medal Wojska